# Battaglia del Monte Olimpo
La battaglia del Monte Olimpo fu combattuta nel 189 a.C. tra i Galli Galati dell'Asia Minore e un'alleanza costituita da Roma e Pergamo e si concluse con una vittoria schiacciante di questi ultimi. La fonte principale per questa battaglia è Tito Livio (XXXVIII, 17-23).

## Preludio
Nel 191 a.C. Antioco III dell'Impero Seleucide invase la Grecia. Questo lo fece entrare in conflitto con i Romani, che lo sconfissero in Grecia e lo seguirono in Asia Minore.
In Asia Minore i Romani con i loro alleati Pergamesi sconfissero Antioco nella battaglia di Magnesia (190 a.C.) e  lo costrinsero a chiedere la pace (firmata ad Apamea nel 188 a.C.) e ad abbandonare l'Asia Minore.
Nel 189 a.C. Scipione Asiatico fu sostituito come console da Gneo Manlio Vulsone, uno dei cui compiti era quello di concludere il trattato che Scipione stava organizzando con Antioco. Quando arrivò si rivolse alle truppe e nel suo discorso le lodò per la loro vittoria contro i Seleucidi e propose una nuova guerra, una campagna contro i Galli Galati.
Il pretesto che usò per l'invasione era che la Galazia aveva fornito soldati all'esercito seleucide nella battaglia di Magnesia. I motivi principali dell'invasione erano il desiderio di Manlio di saccheggiare la ricchezza dei Galati, che si erano arricchiti saccheggiando i popoli confinanti, e la sua voglia di ottenere gloria per sé stesso.
Vulsone fu raggiunto a Efeso da Attalo, il fratello del re Eumene II di Pergamo. Attalo portava con sé un po' di fanteria e cavalleria e Vulsone, con questi rinforzi, iniziò la sua marcia verso l'interno; durante la marcia verso l'entroterra riscosse tributi dalle città lungo la strada e intervenne nei conflitti.
Quando l'esercito raggiunse il confine con la Galazia il console fece schierare le sue truppe per l'imminente guerra e poi mandò messaggeri a Eposognato, capo della Tectosagi, che era una delle tre tribù della Galazia. Gli inviati ritornarono e risposero che il capo dei Tectosagi pregava i Romani non invadere il suo territorio e che avrebbe provato a far sottomettere anche gli altri capi.

## Battaglia

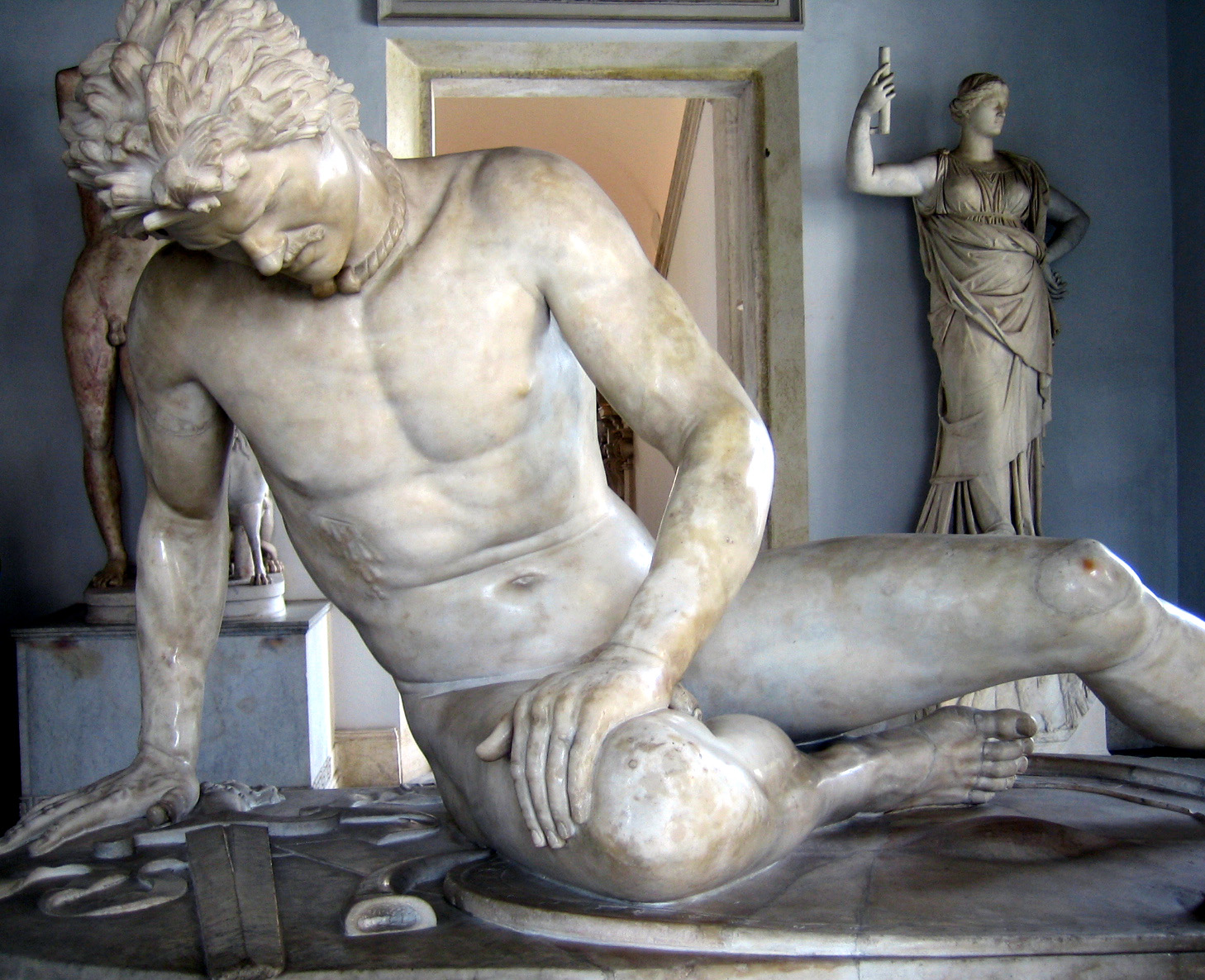
Rappresentazione Greco-ellenica di un soldato Gallico.

La battaglia iniziò come era comune per le battaglie della Repubblica romana: con il lancio dei pila e scontri di truppe leggere. Livio afferma che per i Galli cominciò ad andare male fin dall'inizio, poiché non erano in grado di proteggere se stessi dal grande numero di pila lanciato contro di loro. Provarono a controbattere lanciando delle pietre ma, oltre al fatto che non erano bravi a lanciarle, le pietre stesse erano troppo piccole per essere di alcun aiuto.
Livio continua a descrivere il panico e la disperazione della situazione dei Galli, apparentemente intrappolati in una guerra a distanza, un tipo di guerra a cui non erano abituati. Quando i Galli fecero scagliare la fanteria leggera, i Velites romani, in un esempio raramente descritto di combattimento corpo a corpo, uccisero i Galli infuriati e isterici con le loro spade.
Gli stendardi delle legioni cominciarono ad avanzare verso i Galli, cosa che li fece cadere nel panico e ritirare nel loro accampamento. I Romani occuparono le colline circostanti e intrappolarono il nemico, a quel punto il console ordinò ai suoi soldati di riposare per breve tempo. Durante questo tempo, la fanteria leggera raccolse più pila che poté dal campo di battaglia e si preparò per un secondo attacco. I Galli si prepararono all'assalto appostandosi davanti alle mura del loro campo, poiché il campo stesso era inutile come fortificazione.
Il console ordinò per la seconda volta alla fanteria leggera di iniziare la battaglia, un assalto che i Galli fronteggiarono è descritto qui sotto:
(Tito Livio, Ab Urbe condita libri, 38, 22.7-9.)
A questo punto, la fanteria pesante avanzò, lanciando i suoi giavellotti, e causando ancora più panico. I Galli fuggirono dal campo in tutte le direzioni e il console ordinò di inseguirli. Infine la cavalleria, non avendo avuto alcun ruolo nella battaglia, si unì all'inseguimento, catturando e uccidendo molti Galli.

## Conseguenze
Come sottolinea Livio il calcolo del numero di uccisi fu reso difficile dal fatto che i corpi dei Galli erano sparpagliati, poiché erano fuggiti dalla battaglia. La vittoria portò molto bottino alla repubblica romana e a tutti i soldati coinvolti.
Vulsone avrebbe incontrato i Galli in battaglia ancora una volta, non molto tempo dopo, nella Battaglia di Ancira.